# Художня література

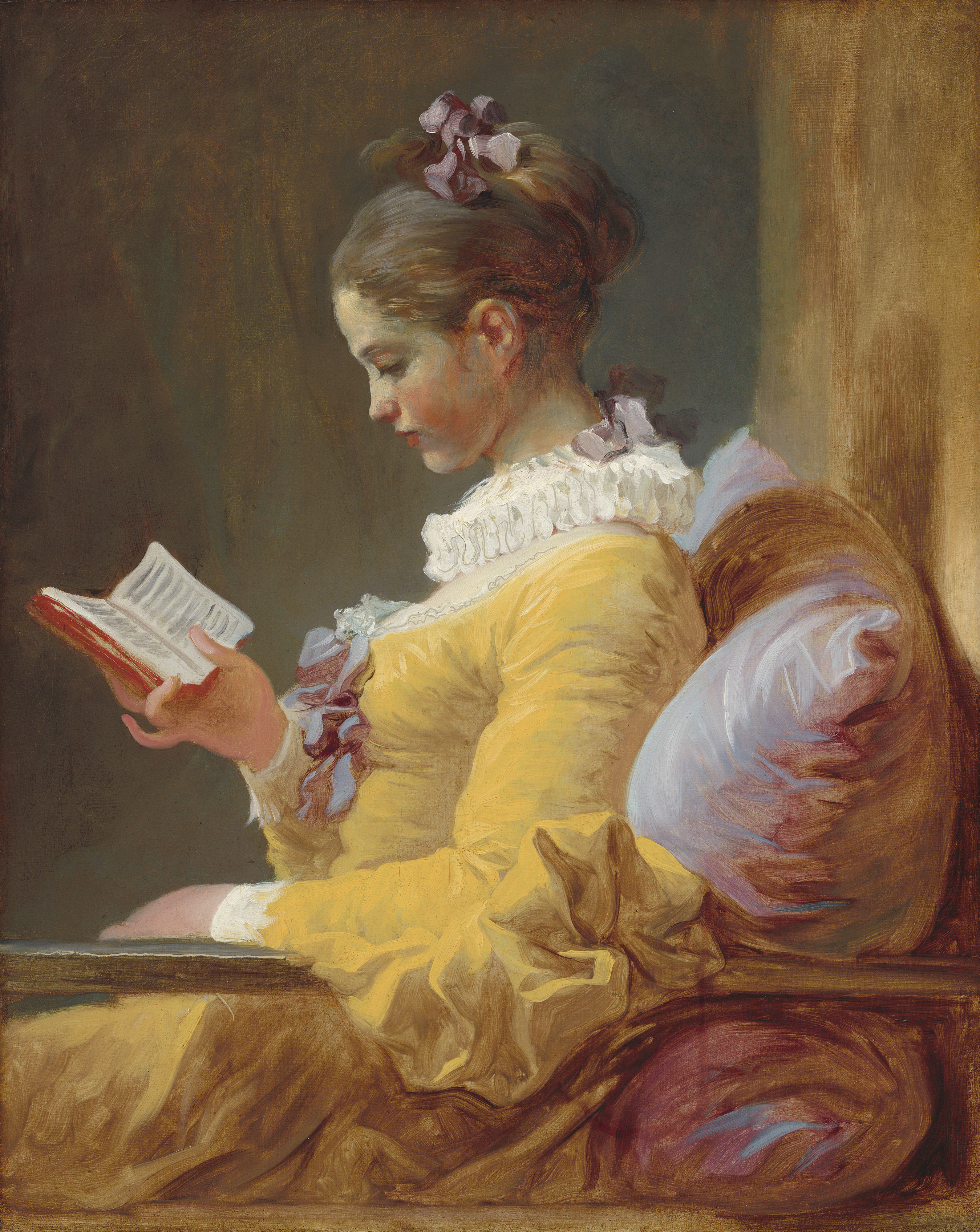
Фраґонар. Читачка

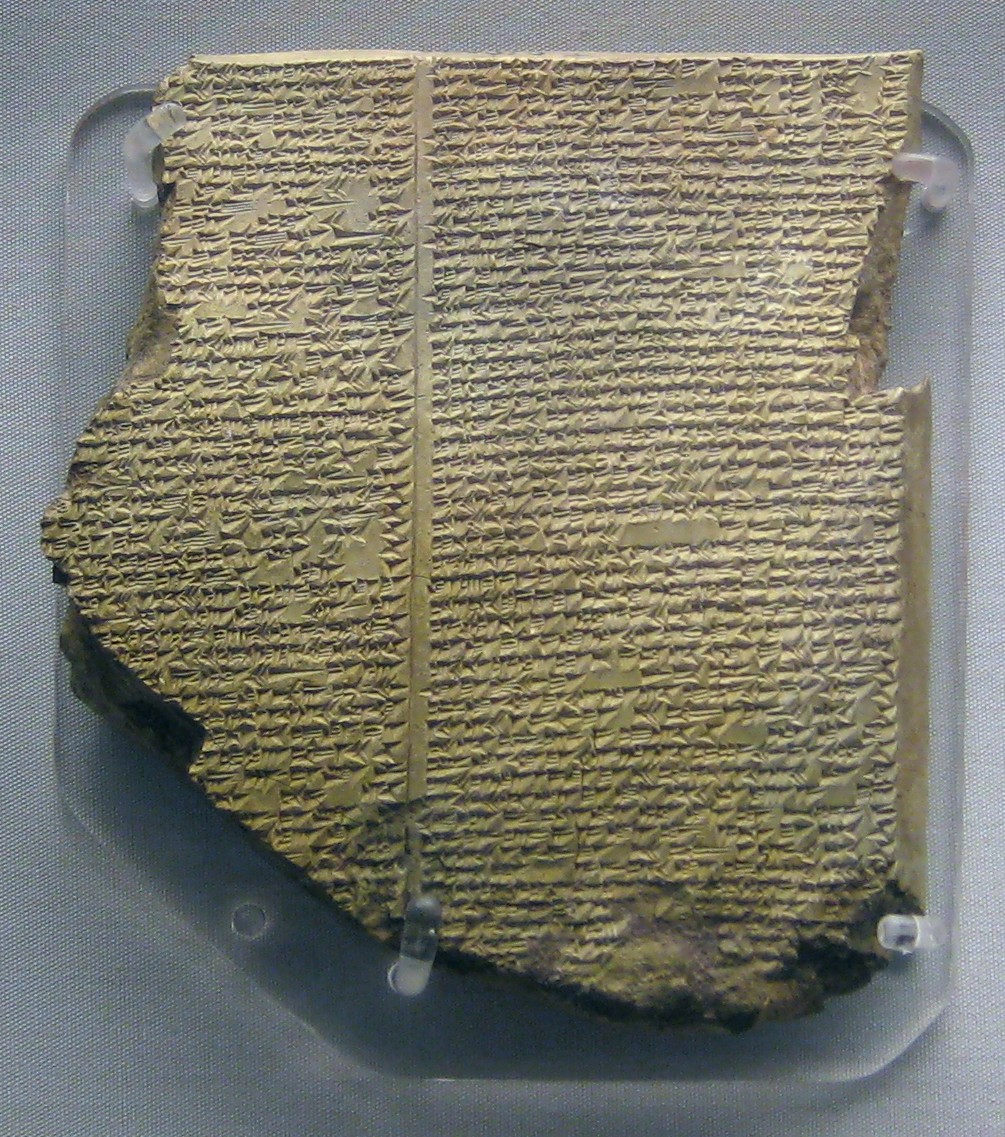
Епос про Гільгамеша сьогодні зараховується до канону світової художньої літератури. На фото одинадцята табличка, знана як «Табличка про потоп»; Британський музей.

Худо́жня літерату́ра, також кра́сне письме́нство — складова літератури, сукупність писаних і друкованих творів певного народу, епохи, людства; різновид мистецтва слова, який описує дійсність художніми образами.

## Термінологічний контекст
До українського літературознавчого терміну «художня література» близькі відповідники знаходимо лише в деяких слов’янських мовах. Натомість, західноєвропейське літературознавство найчастіше послуговується терміном fiction, який має дещо інші конотації (див. інтервікі до цієї статті).
Епітет «художній» вказує на особливий статус цього різновиду літератури (на відміну від наукової, технічної, релігійної тощо), тобто «художню літературу» можна описати категорією «художність».
Спорідненими з терміном «художня література» є поняття «белетристика», «фікція», «словесність», проте семантика цих термінів дещо відмінна. Зокрема «белетристикою» сьогодні називають художню прозу, причому насамперед масову, популярну або розважальну.
Термін «фікція» не настільки широко вживаний, як fiction у західному літературознавстві, найчастіше ним позначають іншу уявну художню дійсність, яку творить письменство і яка розгортається за власною логікою художнього твору. Ба більше, частіше послуговуються українським поняттям «художня вигадка», коли йдеться про специфіку художніх текстів зображати фантазійне, уявне, «не те, що насправді сталося, а те, що могло статися» (Аристотель).
«Словесність» — це застаріла назва літератури, усної та писемної творчості загалом. Цей термін свого часу підтримував Грушевський, який вважав, що так можна позначати усно-поетичну творчість і письменство.
Термін «література» нерідко вживають у своєму вузькому значенні на позначення «художньої літератури».

## Основні риси
Художня література — це насамперед частина всіх текстів у загальній системі культури. Існування художніх текстів передбачає наявність нехудожніх текстів, які протиставляються між собою. У суспільстві повинна бути присутня певна норма, яка дозволяє проводити таке розрізнення.
Тексти художньої літератури, за Юрієм Лотманом, відрізняються від інших текстів функціонально та структурно.
У функціональному плані до художньої літератури належить кожен текст, що виконує естетичну функцію. Важливо, що естетичні установки змінюються з часом, і текст, що раніше не вважався приналежним до художньої літератури, зі зміною естетичної норми може увійти до корпусу художніх текстів. Наприклад, природничі праці Бюффона сьогодні розглядаються як зразок високого літературного стилю та публікуються в найпрестижнішій французькій видавничій серії Бібліотека Плеяди, в якій зазвичай публікують твори класиків літератури.
Один із теоретиків феноменологічної естетики Роман Інгарден запровадив спеціальний термін, який позначив специфічність естетичного предмета, — інтенціональність.
Він констатував, що представлений у творі мистецтва світ може бути і відображенням реального світу, і вигаданим, неіснуючим світом, але він скомпонований для того, щоб викликати естетичне переживання. І в цьому полягає його функціональна й онтологічна сутність, особливість.
З погляду формальної школи, естетична функція реалізується тоді, коли текст замкнений на самого себе, а головною є сфера вираження. Тобто в нехудожньому тексті головним є питання «що?», а в художньому «як?». Для формалістів план вираження ставав певною іманентною сферою, що мала самостійну культурну цінність.
З погляду сучасної семіотики художній текст має не менше, а, навпаки, набагато більше семантичне навантаження. Там, де нехудожній текст може обмежуватися простою денотацією, художній текст наділений складною системою конотативних значень. Як тільки читач фіксує певну впорядкованість в сфері вираження, він припускає, що перед ним художній текст, а значить, як він вже знає з досвіду, текст повинен мати ще якийсь додатковий зміст. Умовою естетичного функціонування художнього тексту є попереднє знання про додатковий «шифр» такого тексту та необхідність вгадати, збагнути чи вирахувати його підспудний зміст.
У структурному плані тексти художньої літератури повинні містити в собі «сигнали» для читача, які вказують на його художність та необхідність «розшифровувати» додаткові культурні коди в ньому, що подаються певним чином. Спосіб подачі культурних кодів змінюватиметься в залежності від боротьби в літературі між літературними новаціями та усталеними метричними, стилістичними та жанровими нормами певної епохи.

## Художня література як динамічна система
Важливим елементом художньої літератури є система оцінок текстів, що, за Юрієм Лотманом, організується за триступінчастою шкалою: «верх», що ототожнюється з найвищими ціннісними характеристиками, «низ», що виступає його протилежністю, та нейтральна в аксіологічному плані проміжна сфера. Самоосмислення літератури починається з виключення певного типу текстів з кола художньої літератури, що відбувається як в синхронному, так і в діахронному (історичному) плані. Основою для оцінки творів художньої літератури виступає група текстів, що розташована на найвищому щаблі організації, це метатексти літератури, тобто норми, правила, критичні та теоретичні розвідки.
Паралельно з включенням чи виключенням певних типів текстів, відбувається процес ієрархічного розташування літературних творів відповідно до пануючих норм стилю, тематики, зв'язку з філософськими концепціями.
За Ю. Лотманом, внутрішня класифікація літератури формується завдяки взаємодії протилежних тенденцій: прагнення до ієрархічного розташування творів, жанрів і навіть сюжетів за шкалою високий / низький стиль, а з іншого боку — тенденції до нейтралізації цієї опозиції та зняття ціннісних протиставлень.
Ще одним прикладом динамічної системи літератури є протиставлення високої та масової літератури.
Іншою суттєвою рисою будь-якої художньої літератури є опозиція «своє-чуже». «Своя» система літератури постійно зазнає впливу з боку інших літератур. Контакт з іншою літературою, на думку Ю. Лотмана, починається з «вторгнення» «чужих» текстів, згодом відбувається сприйняття чужих текстів через систему власної культури за принципом уподібнення чи протиставлення, врешті можлива взаємодія з системою чужої культури.
Художня література «активно творить своє минуле», вибираючи з численних організацій текстів минулого лише одну й канонізуючи її. Так, наприклад, Відродження канонізувало спрощений варіант античності.
Таким чином художня література постає не просто нагромадженням певної суми текстів, а динамічною системою, яка розвивається через конфлікти та взаємодію різних організуючих сил.
Детальний аналіз динаміки художньої літератури як боротьби між культурним «верхом» і «низом» можна знайти в книжці М. М. Бахтіна «Творчість Франсуа Рабле та народна культура середньовіччя і Ренесансу».

### Проза

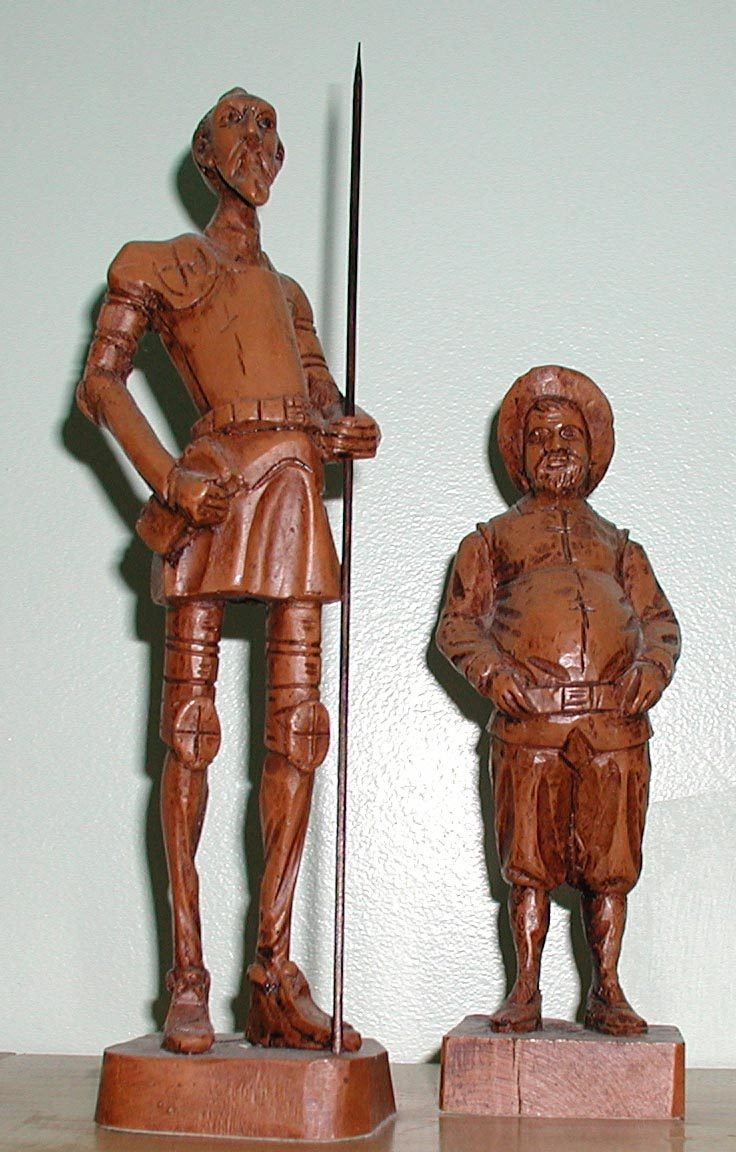
Дон Кіхот та Санчо Панса

### Лірика

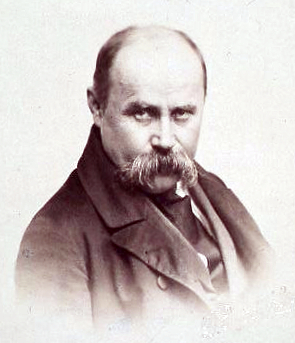
Тарас Григорович Шевченко — найвідоміший та найвизначніший український лірик

### Стародавня література

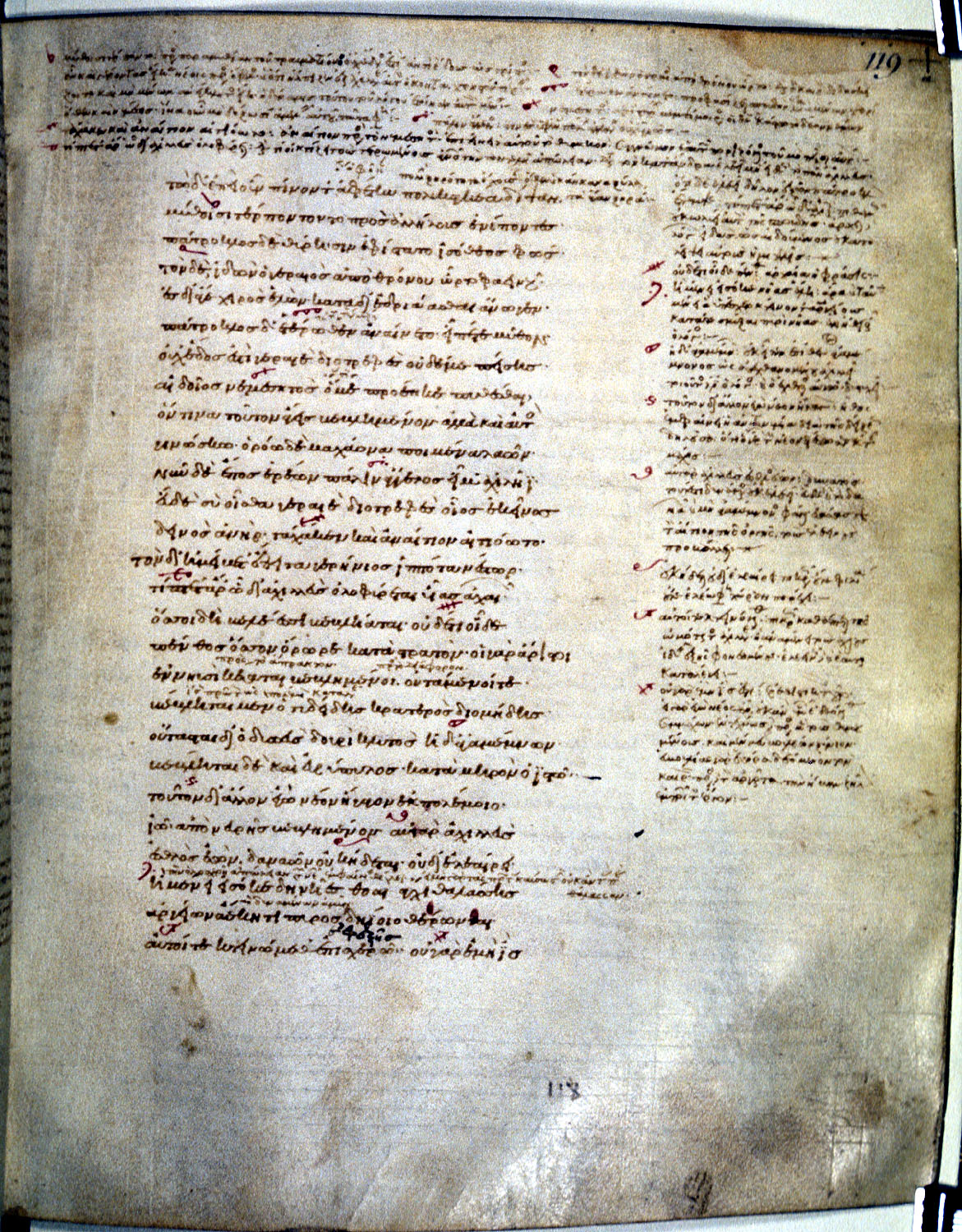
Іліада, рукопис 11 століття

## Художні методи та напрямки

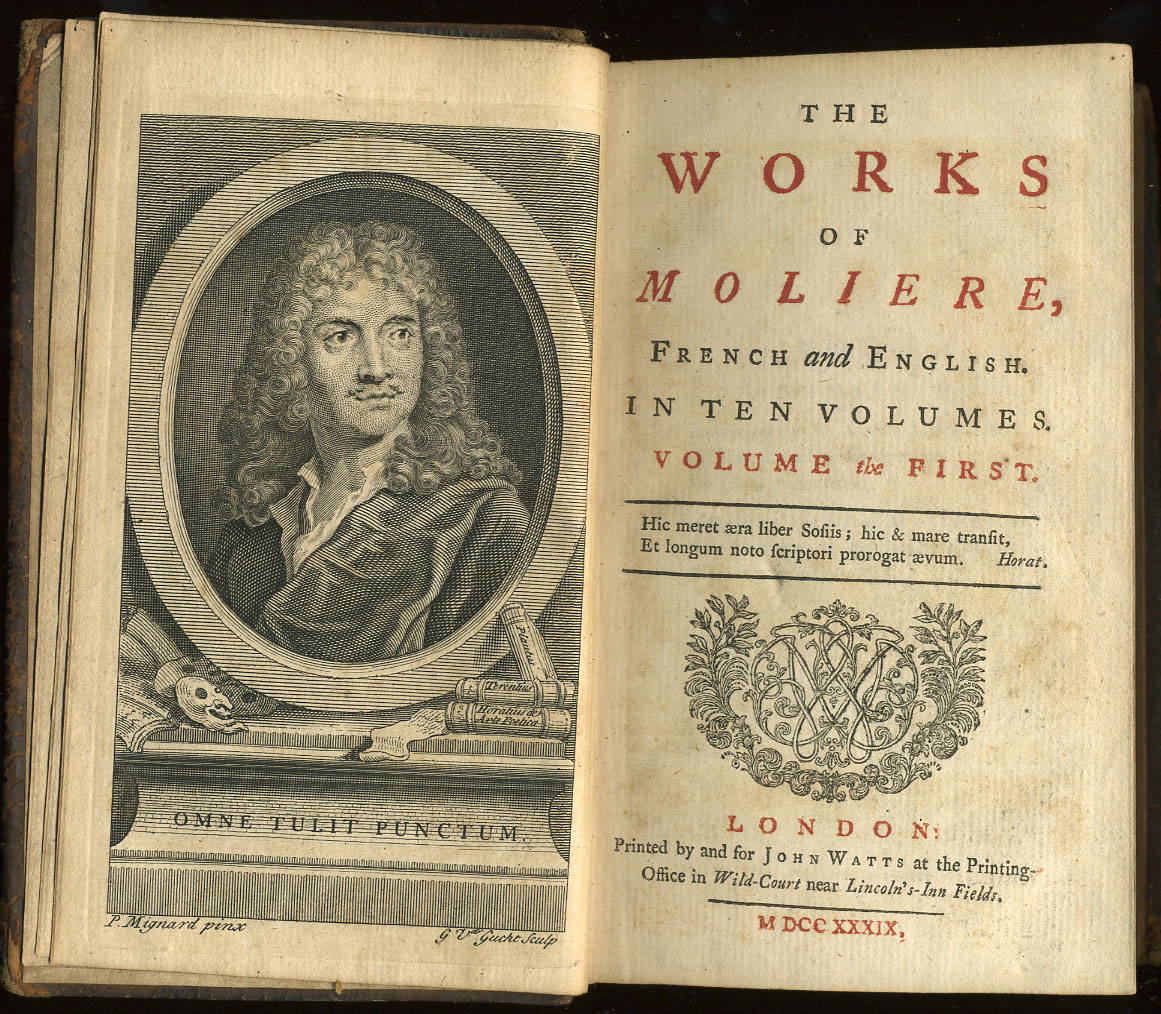
Видання творів Мольєра